# Caerulescens
coerulescens
Le mot caerulescens, dérivé de caeruleus , est une déclinaison (notamment le nominatif singulier masculin, féminin ou neutre) d'un adjectif du latin scientifique signifiant « bleuissant, bleu foncé, noirâtre ». Le mot coerulescens en est une variante orthographique.
En taxonomie, le mot caerulescens ou coerulescens est employé comme épithète spécifique pour nommer diverses espèces animales ou végétales ayant ou acquérant la couleur bleue ou bleu foncé. Pour les articles consacrés à de telles espèces, consulter les listes générées automatiquement : caerulescens, coerulescens.